# Chef de cabinet de la Maison-Blanche
Le chef de cabinet de la Maison-Blanche (en anglais : White House Chief of Staff) est le membre de plus haut rang du Bureau exécutif du président des États-Unis. Le chef de cabinet est une 
personne nommée politiquement (en) par le président des États-Unis mais n’a pas besoin de confirmation du Sénat. Il est souvent considéré comme l'un des personnages les plus puissants de l'administration présidentielle américaine, quelquefois même surnommé « le second homme le plus puissant de Washington » même si son pouvoir réel varie beaucoup selon les présidences.
Dans l'administration de Donald Trump, la cheffe de cabinet de la Maison-Blanche est Susie Wiles, depuis le 20 janvier 2025.

## Histoire
La fonction est créée en 1939 par Franklin Delano Roosevelt sous le titre d'assistant du président, avant de devenir en 1961 chef de cabinet (chief of staff).
Les fonctions du chef de cabinet de la Maison-Blanche varient considérablement d’une administration à l’autre et, en fait, rien n’oblige juridiquement le président à nommer un chef de cabinet. Cependant, depuis au moins 1979, tous les présidents en ont nommé un, pour superviser généralement les actions du personnel de la Maison-Blanche, gérer le programme du président et décider qui est autorisé à rencontrer le président. En raison de ses tâches, le chef de cabinet a été à plusieurs reprises nommé « le gardien ». 
À l’origine, les fonctions du chef de cabinet étaient dévolues au secrétaire particulier du président et étaient remplies par des confidents et des conseillers cruciaux comme George B. Cortelyou, Joseph Tumulty, et Louis McHenry Howe auprès des présidents Theodore Roosevelt, Woodrow Wilson, et Franklin Roosevelt, respectivement.  Le secrétaire privé a exercé les fonctions d’aide en chef du président dans un rôle qui combinait des tâches personnelles et professionnelles de nature très délicate et exigeante, nécessitant beaucoup de talent et de discrétion. Le travail de gardien et de supervision de l’emploi du temps du président a été délégué séparément au secrétaire aux nominations, comme pour l’aide de FDR, Edwin "Pa" Watson.
De 1933 a 1939, alors qu’il élargissait considérablement le pouvoir du gouvernement fédéral en réponse à la Grande Dépression, Roosevelt s’appuyait sur son « Brain Trust », c’est-à-dire le groupe de ses meilleurs conseillers. Bien qu’ils travaillassent directement pour le président, ils furent souvent nommés à des postes vacants dans des agences et des départements, dont ils touchaient le salaire car la Maison-Blanche n’avait pas l’autorité légale ou budgétaire nécessaire pour créer de nouveaux postes. 
Ce n’est qu’en 1939, lors du second mandat de Franklin D. Roosevelt, que les bases du personnel moderne de la Maison-Blanche ont été créées. Roosevelt fait approuver par le Congrès la création du bureau exécutif du président qui relève directement du président. Pendant la Seconde Guerre mondiale, Roosevelt créa le poste de « chef d’état-major du commandant en chef » pour son conseiller militaire principal, l’amiral William D. Leahy.
En 1946, en réponse à la croissance rapide du pouvoir exécutif du gouvernement des États-Unis, le poste d’ « assistant du président des États-Unis » a été créé. Chargé des affaires de la Maison-Blanche, il était le prédécesseur immédiat du chef d’état-major moderne. C’est en 1954, sous le président républicain Dwight D. Eisenhower, que le plus éminent assistant du président fut désigné « chef d’état-major de la Maison-Blanche ». L’adjoint au président est devenu un rang généralement partagé par le chef de cabinet avec des adjoints de haut rang tels que les sous-chefs d’état-major, le conseiller de la Maison-Blanche, l’attaché de presse de la Maison-Blanche, etc. 
Ce nouveau système n’a pas été adopté immédiatement. Les démocrates Kennedy et Johnson se sont toujours appuyés sur les secrétaires des nominations, et ce n’est que sous le gouvernement Nixon que le chef de cabinet a pris en charge l'agenda du président. Le candidat Jimmy Carter fait la promesse qu’il ne nommera pas de chef de cabinet. Et en effet, pendant les deux premières années et demi de sa présidence, il n’a nommé personne à ce poste. Le mandat moyen d’un chef de cabinet à la Maison-Blanche est d’un peu plus de 18 mois. La plupart des chefs de cabinet sont d’anciens politiciens.

## Rôle
Les responsabilités du chef de cabinet sont à la fois dans la gestion et le conseil et peuvent varier en fonction de la personnalité de l'intéressé et des délégations accordées par le président des États-Unis :
- Sélectionner les cadres supérieurs de la Maison-Blanche et superviser les activités de leurs bureaux ;
- Gérer et concevoir l'organigramme du personnel de la Maison-Blanche ;
- Contrôler le flux de personnes dans le Bureau ovale ;
- Gérer l'agenda du président : fixer les rendez-vous avec le Congrès, les différentes agences et les divers groupes politiques ;
- Gérer le flux d’informations et les décisions ;
- Protéger les intérêts politiques du président ;
- Donner des conseils sur toutes les questions généralement diverses fixées par le président[4].

## Liste de chefs de cabinet
| Chef de cabinet         | Président                 | Période     |
| ----------------------- | ------------------------- | ----------- |
| John R. Steelman        | Harry S. Truman           | 1946-1953   |
| Sherman Adams           | Dwight D. Eisenhower      | 1953-1958   |
| Wilton Persons          | Dwight D. Eisenhower      | 1958-1961   |
| Vacant                  | John Fitzgerald Kennedy   | 1961-1963   |
| W. Marvin Watson        | Lyndon B. Johnson         | 1963-1968   |
| H. R. Haldeman          | Richard Nixon             | 1969-1973   |
| Alexander Haig          | Richard Nixon             | 1973-1974   |
| Donald Rumsfeld         | Gerald Ford               | 1974-1975   |
| Dick Cheney             | Gerald Ford               | 1975-1977   |
| Vacant                  | Jimmy Carter              | 1977-1979   |
| Hamilton Jordan         | Jimmy Carter              | 1979-1980   |
| Jack Watson             | Jimmy Carter              | 1980-1981   |
| James Baker             | Ronald Reagan             | 1981-1985   |
| Donald Regan            | Ronald Reagan             | 1985-1987   |
| Howard Baker            | Ronald Reagan             | 1987-1988   |
| Kenneth Duberstein      | Ronald Reagan             | 1988-1989   |
| John H. Sununu          | George H. W. Bush         | 1989-1991   |
| Samuel Skinner          | George H. W. Bush         | 1991-1992   |
| James Baker             | George H. W. Bush         | 1992-1993   |
| Mack McLarty            | Bill Clinton              | 1993-1994   |
| Leon Panetta            | Bill Clinton              | 1994-1997   |
| Erskine Bowles          | Bill Clinton              | 1997-1998   |
| John Podesta            | Bill Clinton              | 1998-2001   |
| Andrew Card             | George W. Bush            | 2001-2006   |
| Joshua Bolten           | George W. Bush            | 2006-2009   |
| Rahm Emanuel            | Barack Obama              | 2009-2010   |
| Pete Rouse              | Barack Obama              | 2010-2011   |
| William Daley           | Barack Obama              | 2011-2012   |
| Jacob Lew               | Barack Obama              | 2012-2013   |
| Denis McDonough         | Barack Obama              | 2013-2017   |
| Reince Priebus          | Donald Trump (1er mandat) | 2017        |
| John F. Kelly           | Donald Trump (1er mandat) | 2017-2019   |
| Mick Mulvaney (intérim) | Donald Trump (1er mandat) | 2019-2020   |
| Mark Meadows            | Donald Trump (1er mandat) | 2020-2021   |
| Ron Klain               | Joe Biden                 | 2021-2023   |
| Jeff Zients             | Joe Biden                 | 2023-2025   |
| Susie Wiles             | Donald Trump (2d mandat)  | depuis 2025 |

## Dans la fiction
- Dans le film Air Force One (1997), Lloyd Shepard (sous les traits de Paul Guilfoyle) est le chef de cabinet du président James Marshall.
- Dans la série À la Maison-Blanche (1999-2006), Leo McGarry (sous les traits de John Spencer) puis C.J. Cregg (sous les traits d'Allison Janney) sont les chefs de cabinet du président Josiah Bartlet.
- Dans le mini-série XIII : La Conspiration (2008), Calvin Wax (sous les traits de Jonathan Higgins) est le chef de cabinet du président Joseph K. Galbrain.
- Dans la série Scandal (2012-2018), Cyrus Beene (joué par Jeff Perry) est le chef de cabinet de la Maison-Blanche. Elizabeth North (jouée par Portia de Rossi) occupe également aussi brièvement le poste, suivie par Abby Whelan (jouée par Darby Stanchfield), par Olivia Pope (jouée par Kerry Washington) puis enfin par Jake Ballard (joué par Scott Foley).
- Dans la série House of Cards (depuis 2013), Linda Vasquez (Sakina Jaffrey) est la chef de cabinet du président Garret Walker (Michel Gill). À partir de la fin de la saison 2, sous la présidence Frank Underwood (Kevin Spacey), c'est Remy Danton (Mahershala Ali) qui occupe ce poste. Il est remplacé dans la saison 4 par Doug Stamper (Michael Kelly).
- Dans la série Veep (depuis 2014), Ben Cafferty (Kevin Dunn) est le chef de cabinet de la présidente Selina Meyer.
- Dans la série Designated Survivor, Aaron Shore (Adan Canto) puis Emily Rhodes (Italia Ricci) sont les chefs de cabinet du président Tom Kirkman. Charles « Charlie » Langdon (Peter Outerbridge) est également un ancien titulaire du poste.
- Dans le film La Chute de Londres (2016), DC Mason (joué par Jackie Earle Haley) est chef de cabinet de la Maison-Blanche.
- Dans le film Kingsman : Le Cercle d'or (2017), cette fonction est tenue par le personnage incarné par Emily Watson.
- Dans la série Madam Secretary (2014), Russell Jackson (Željko Ivanek) est le chef de cabinet de la Maison-Blanche.
- Dans la saison 7 de la série Homeland, David Wellington (Linus Roache) est le chef de cabinet de la Maison-Blanche.
- Dans le film Don't Look Up : Déni cosmique (2021), Jason Orlean (sous les traits de Jonah Hill) est le chef de cabinet de la présidente Janie Orlean.
- Dans la série The Night Agent, Diane Farr (Hong Chau) est la cheffe de cabinet de la présidente Michelle Travers (Kari Matchett).